# Chorfa (Mascara)
Chorfa (în arabă شرفة) este o comună din provincia Mascara, Algeria.
Populația comunei este de 2.608 locuitori (2008).